# Економіка Мексики

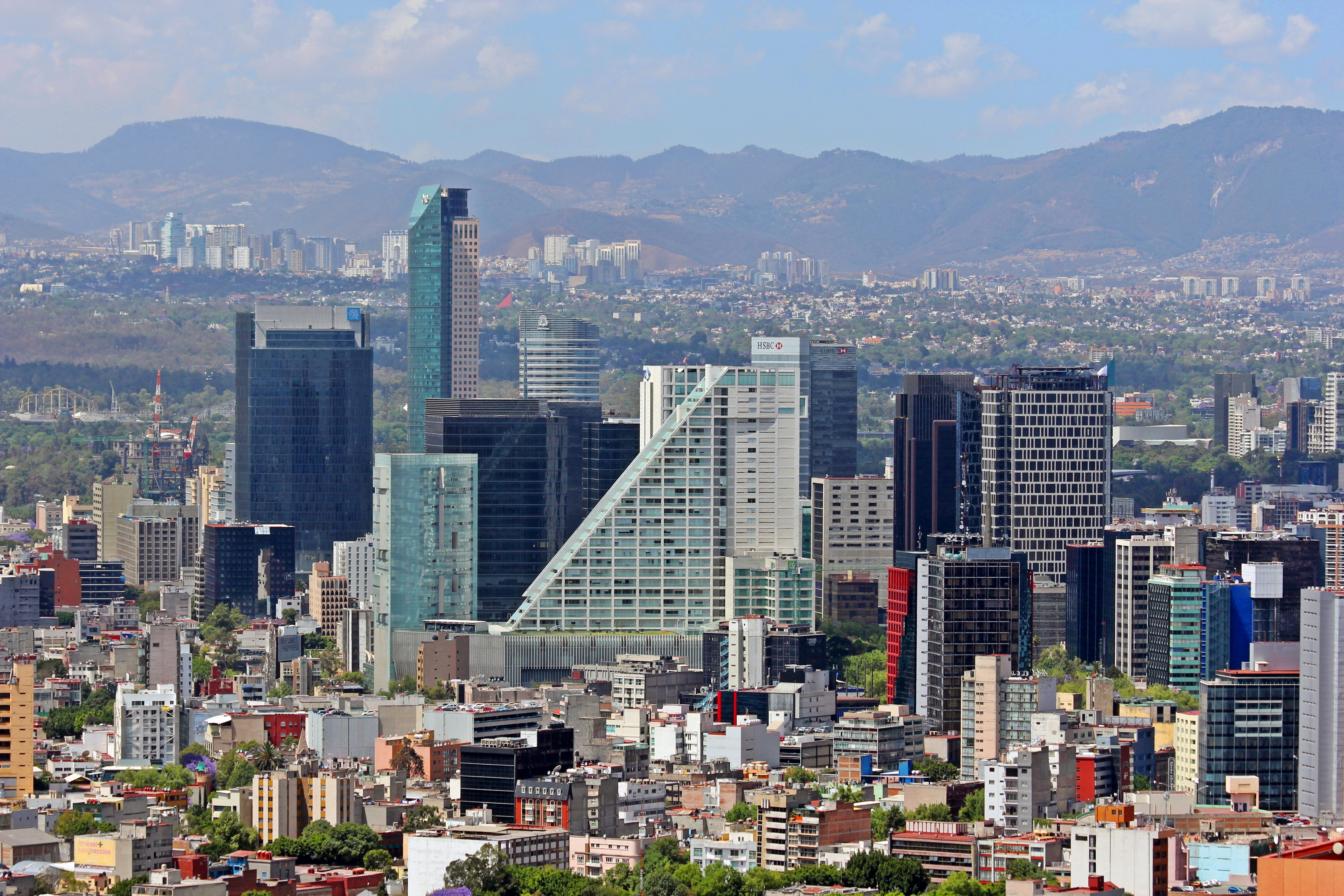
Мехіко є найважливішим фінансовим та економічним центром у Мексиці

Мексика — індустріально-аграрна країна. Основні галузі економіки: харчова, тютюнова, хімічна, сталеплавильна, нафтова, гірнича, текстильна та легка промисловість, моторобудівна, туризм. Паливно-енергетичний баланс М. характеризується переважанням нафти і газу. Транспорт: залізничний, автомобільний. морський. Бл. 60 % зовніш. вантажообігу здійснює морський тр-т. Найважливіші морські порти: Гуаймас, Коацакоалькос, Саліна-Крус, Тампіко, Веракрус, Акапулько, Прогресо, Масатлан, Мансанільйо, Енсенада, Ла-Пас і Санта-Росалія. Дві головних авіакомпанії — «Аеромехіко» і «Мехсікана» мають в своєму розпорядженні велику мережу авіаліній всередині країни і здійснюють польоти в США, країни Латинської Америки і аеропорти Європи. 32 міжнародних і 30 внутрішніх аеропортів обслуговують також інші численні міжнародні і місцеві авіакомпанії.
За даними [Index of Economic Freedom, The Heritage Foundation, U.S.A. 2001]: ВВП — $ 427,4 млрд. Темп зростання ВВП — 4,8 %. ВВП на душу населення — $4459. Прямі закордонні інвестиції — $ 5,8 млрд. Імпорт — $ 136,8 млрд (г.ч. США — 74,8 %, також Японія, Німеччина, Франція). Експорт — $ 125 млрд (г.ч. США — 82 %, також Канада, Японія, Іспанія).

## Сучасний стан економіки країни

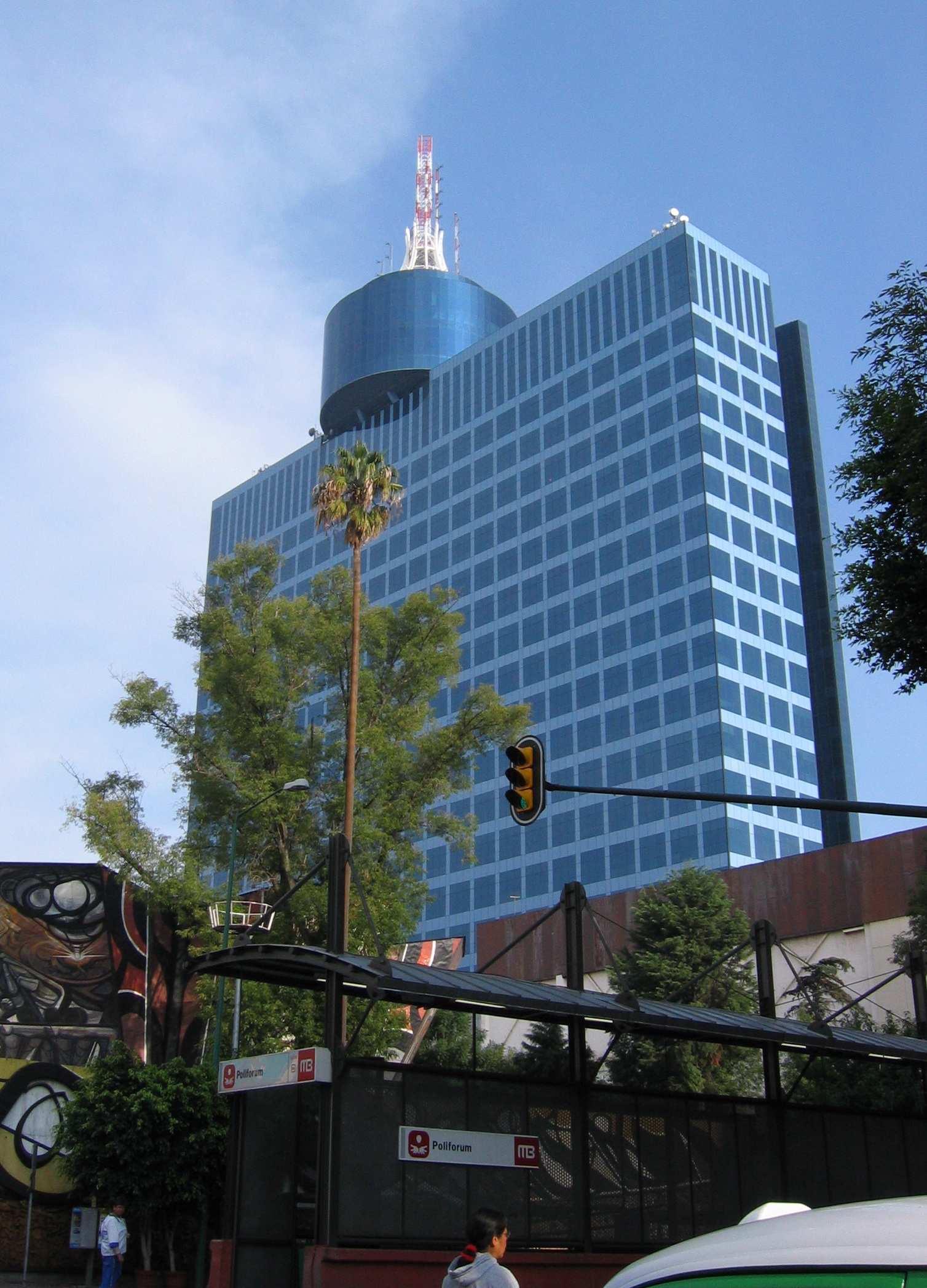
Центр світової торгівлі у Мехіко

У кінці ХХ ст. (1997) промисловість становила 28,3 % ВВП, сфера послуг і торгівля — 65,3 %, сільське і рибне господарство — 6,1 %. Приріст обсягу виробництва мексиканської економіки щорічно становив у 1995 — 6,2 %, 1996 — 5,1 %, 1997 — 7 %, 1998 — 5,3 %.
Значна частина мексиканської промисловості базується на переробці природних ресурсів, особливо нафти, і на первинній обробці сільськогосподарської продукції. Мексика продукує також широкий асортимент товарів легкої промисловості і тривалого користування, має добре розвинену скляну промисловість. Підприємства обробної промисловості зосереджені в місті Мехіко і навколишній його промисловій зоні, а основні підприємства чорної металургії знаходяться в північних містах Монтеррей і Монклова та на західному узбережжі. Металургійні заводи Мексики задовольняють попит на сталь всередині країни. Найважливіші види продукції обробної промисловості — автомобілі, продукти харчування, чавун і сталь, хімікати, напої і електротехнічні товари.

## Промисловість Мексики
Промисловість зосереджена головним чином в зоні з 80-км радіусом від міста Мехіко і в містах Монтеррей і Ґвадалахара. Промисловий коридор тягнеться вздовж більшої частини північного кордону Мексики. Видобуток нафти зосереджений на східному узбережжі від Тампіко до Вілья-Ермоса, на морських бурових установках в затоці Кампече. Більшість ферм по розведенню великої рогатої худоби знаходиться в північних і центральних штатах, в них зосереджена і велика частина інших корисних копалин. Малорентабельне виробництво кукурудзи, бобових, гарбуза, баклажанів і чилійського червоного перцю розміщено по всій країні, за винятком тих районів, де цьому перешкоджають клімат і природна рослинність. Товарне сільське господарство найрозвиненіше в районах на півночі від долини Мехіко і на північно-західних схилах і в долинах Західної Сьєрри-Мадре, особливо в штатах Сіналоа і Сонора, де вирощуються, в основному на експорт, фрукти і овочі. Товарні тропічні культури вирощуються на центральному узбережжі і на півдні: цукрова тростина, прядиво, банани, манго, гуаява, папая і ананаси.

## Сільське господарство Мексики
У 1997 в сільському господарстві було зайнято 22 % працюючих, воно давало 6,1 % ВВП, тоді як у 1950 в ньому було зайнято 58 % працюючих, і воно дало 22,5 % ВВП. Більша частина виробництва зосереджена в приватних товарних фермах або на ехідос, землях, що обробляються за традиційною мексиканською системою землекористування, відповідно до якої земля є колективною власністю селянської общини. Найважливіші сільськогосподарські культури: пшениця, рис, ячмінь, маїс і сорго. Важливі експортні культури: фрукти і овочі, особливо помідори, апельсини, манго і банани, кава. Розведення великої рогатої худоби в Мексиці зосереджене в північно-центральному регіоні. Велике значення в тваринництві країни мають також коні, мули, осли, вівці, кози і свині. Комерційний лов риби добре розвинений вздовж берегів Каліфорнійської і Мексиканської затоки. У цій галузі господарства переважають кооперативи.

## Енергетика
У 1995 встановлена потужність електростанцій Мексики становила 31 600 МВт, з них 54 % припадало на ТЕС, що працювали на нафтовому або газовому паливі, 6,64 % — на обох видах палива, 6 % — на вугіллі, 28,8 % — ГЕС, 2,38 % — геотермальні електростанції, 2,1 % — на АЕС.